# سارا سو
سارا سو (به انگلیسی: Sarah Soh)، استاد آمریکایی انسان‌شناسی در دانشگاه ایالتی سانفرانسیسکو است. او یک انسان‌شناس اجتماعی فرهنگی است که در مسائل زنان، جنسیت، تخصص دارد.
کتاب او به نام زنان آسایش: خشونت جنسی و حافظه پسااستعماری در کره و ژاپن بینش جدیدی را در مورد مسئله زنان ارائه می‌دهد.

## مشاغل
او از دانشگاه سوگانگ در سئول فارغ‌التحصیل شد و مدرک کارشناسی ارشد و سپس دکترا را از دانشگاه هاوایی در سال ۱۹۸۷ گرفت.
او انسان شناسیِ فرهنگی را در دانشگاه‌های هاوایی در سال ۱۹۹۰، آریزونا از ۱۹۹۰–۱۹۹۱ و تگزاس از ۱۹۹۱–۱۹۹۴ تدریس کرد. سپس در سال ۱۹۹۴ به دانشگاه ایالتی سانفرانسیسکو پیوست.
سو گفته‌است که «نمی توان قربانی شدن غم‌انگیز زنانی که به زور به خدمت گرفته شده‌اند و از شرایطی مانند برده داری رنج می‌بردند، انکار کرد.» به گفته سو، «این استعمار ژاپن بود که بدون شک قربانی شدن در مقیاس وسیع ده‌ها هزار زن کره‌ای را تسهیل کرد».